# Rafael Martínez-Simancas Sánchez
Rafael Martínez-Simancas Sánchez (Rute, Còrdova, 6 d'agost de 1961 - Madrid, 3 de juliol de 2014) va ser un periodista i escriptor espanyol.

## Biografia
Era llicenciat en periodisme per la Universitat Complutense de Madrid i va estudiar Dret.
La seva carrera com a periodista va començar en la desapareguda Radiocadena Española, va treballar a la cadena SER, la COPE, RNE i Onda Cero, on a més va desenvolupar les tares de Director Creatiu d'aquesta cadena. Va ser col·laborador en la tertúlia "Protagonistas" i director de "De Costa a Costa" des dels començaments de Punto Radio. Entre 2009 i 2010 dirigí i presentà el programa "Hoy en Madrid-Matinal" a Onda Madrid.
Com articulista es va iniciar en 1993 a "El Boletín de la tarde" de Madrid, donde periódicamente escribió artículos de opinión. També en 1993 va començar a escriure per a Diario 16 i, un cop desaparegut, va col·laborar amb el diari El Mundo, edició de Madrid, on va signar columna i va realitzar entrevistes de contraportada.
A més va ser columnista d' ABC, La Gaceta de Salamanca i va publicar columna a Madridiario.com entre 2004 i 2009, col·laborant en aquest mateix any en l'agència OTR d'Europa Press.
Va escriure en la capçalera del Grup Vocento a través de l'agència Colpisa.
En televisió va dirigir i va presentar "El Mundo en Portada" a Veo TV i "Nada partidarios" a Intereconomía TV, cadena per a la que va idear el format del programa "El gato al agua".
Va treballar com a director de comunicació de la Plaça de Toros de las Ventas de Madrid en 2005 i de la Conselleria d'Economia i Treball de la Comunitat de Madrid en 1995.
Va ser l'últim director del periòdic gratuït Qué!.
Ha estat guardonat, entre d'altres, amb una Antena de Oro atorgada per la Federació Espanyola de Professionals de la Ràdio i Televisió en 2001, per la direcció creativa d'Onda Cero i, amb el Premi Mesonero Romanos de Periodisme en 2007, atorgat per l'Ajuntament de Madrid. En 2004 és nomenat Fill Predilecte de Rute, el seu poble natal.
Era casat i va tenir dos fills.
Al novembre de 2011 li van diagnosticar un limfoma i és tractat en el Hospital Universitari La Paz de Madrid. Aquest mateix any va publicar la seva novel·la Doce balas de cañón, on narra un dels fets més importants del desastre d'Annual: la defensa de la muntanya Igueriben pel capità Julio Benítez i els seus homes. El seu interès i ampli coneixement d'aquest tema va fer que participés en 2012 en una taula rodona en el Col·legi Major Àfrica de Madrid, amb motiu de la commemoració dels cent anys del Protectorat Espanyol al Marroc.
En 2013 escriu un llibre titulat Sótano octavo on narrava les seves experiències en la lluita contra la seva malaltia.
La seva última aportació literària apareix en el llibre La vida dos veces: Biografía de Víctor Martínez-Simancas García, editat l'agost de 2014, on a manera d'epíleg va escriure una semblança sobre el seu pare.
Va morir el 3 de juliol de 2014 a Madrid.

## Obres
- 2004, Estoy en el candelabro y otros nardos en la palabra. La Esfera de los Libros, ISBN 9788498776386
- 2005, Corazón rojo: la vida después de un infarto. Anguita, Julio. edición de Rafael Martínez Simancas. La Esfera de los Libros, ISBN 8497342801
- 2006, El tiempo y la memoria. Anguita, Julio, Martínez Simancas, Rafael. La Esfera de los Libros, ISBN 9788497345163
- 2009, El amor patético. Editorial Algaida, ISBN 9788498772777
- 2011, Doce balas de cañón. El sitio de Igueriben. Editorial Algaida, ISBN 9788498776386
- 2011, Carabanchel, 3 décadas de democracia. Ediciones La Librería, ISBN 9788498731118
- 2011, Introducción: una sociedad con tics de vieja. La España que necesitamos, del 20 N al 2020. Coord. Fernando Jáuregi, Manuel Menéndez. Editorial Almuzara. ISBN 9788415338277. pág. 571-572
- 2012, La vida en las palabras. Martínez-Simancas, Concha. colab. Rafael Martínez-Simancas, [Madrid]: Estudios Especializados, S.A., 2012
- 2013, Sótano octavo. Ediciones B, ISBN 9788466653800
- 2013, Igueriben noventa años después. El Protectorado español en Marruecos: la historia trascendida. Dirección de Manuel Aragón Reyes. Bilbao: Iberdrola. ISBN 9788469582541[16]
- 2014, "La vida dos veces: biografía de Víctor Martínez-Simancas García". Guerrero Acosta, José Manuel. Estudios Especializados,S.L., 2014